# Blaziert
Blaziert är en kommun i departementet Gers i regionen Occitanien i sydvästra Frankrike. Kommunen ligger i kantonen Condom som tillhör arrondissementet Condom. År 2022 hade Blaziert 128 invånare.

## Befolkningsutveckling
Antalet invånare i kommunen Blaziert
Referens:INSEE